# 欧氏摄龟
欧氏摄龟（学名：Cyclemys oldhamii）也称欧氏叶龟、东南亚叶龟、奥尔姆德叶龟，龟鳖目一种淡水龟，隶属于地龟科摄龟属。
成体欧氏摄龟的背甲从正上方俯视看略呈长方形，腹甲呈棕色或黑色。